# رابرت کارداشیان
رابرت جرج کارداشیان (ارمنی: Ռոբերտ Ջորջ Քարդաշյան; انگلیسی: Robert Kardashian; ۲۲ فوریهٔ ۱۹۴۴ – ۳۰ سپتامبر ۲۰۰۳) یک وکیل مدافع و کارآفرین آمریکایی ارمنی‌تبار بود.
وی وکیل مدافع «او. جی. سیمپسون» بازیکن فوتبال آمریکایی بود که متهم به قتل همسرش «نیکول براون» و «رونالد گلدمن» در تاریخ ۱۳ ژوئن ۱۹۹۴ شده بود. رابرت کارداشیان توانست وی را در دادگاه عالی لس آنجلس تبرئه کند. این پرونده یکی از جنجالی‌ترین پرونده‌های جنایی در تاریخ قضایی ایالات متحده آمریکا بود و رکورددار پوشش خبری در ایالات متحده آمریکا نیز بوده‌ است.
وی همسر کریس جنر و پدر کیم کارداشیان، کلویی کارداشیان، کورتنی کارداشیان، رابرت(راب) کارداشیان بود.
او  در ۳۰ سپتامبر سال ۲۰۰۳ بر اثر سرطان مری درگذشت.